# Aldair
Aldair (s polnim imenom Aldair Santos do Nascimento), brazilski nogometaš, * 30. november 1965, Ilhéus, Brazilija.
Sodeloval je na nogometnemu delu poletnih olimpijskih iger leta 1996 in osvojil bronasto medaljo.